# Au (Sankt Gallen)
Au is een gemeente en plaats in het Zwitserse kanton Sankt Gallen, en maakt deel uit van het district Rheintal.
Au telt 6.660 inwoners.